# Calamia postvirescens
Calamia postvirescens är en fjärilsart som beskrevs av Taco Hajo van Wisselingh 1961. Calamia postvirescens ingår i släktet Calamia och familjen nattflyn. Inga underarter finns listade i Catalogue of Life.